# Gabriella Hall
Pour les articles homonymes, voir Khan.
Gabriella Hall, de son vrai nom Laura Saldivar, est une actrice et mannequin américaine née le 11 novembre 1966 à Los Angeles.

## Biographie
D'origine italienne et mexicaine, Gabriella Hall est spécialisée dans les films érotiques.

## Filmographie
- 1988 : Deadly Addiction : Ginger
- 1995 : Full Body Massage (en) (téléfilm) : Nina jeune
- 1995-1996 : Erotic Confessions (série télévisée) : Angela / Madelyn Reed / Laura
- 1996 : Night Shade : Stacey
- 1996 : Sexual Roulette : Sally Wills
- 1996 : Love Me Twice : Andrea
- 1996 : Jane Street : Danielle
- 1996 : Club V.R. : Bridget
- 1996 : Centerfold : Gail
- 1997 : You Only Live Until You Die : Areola
- 1997 : Shadow Dancer : Narina
- 1997 : Passion and Romance: Scandal : Chris
- 1997 : Lust: The Movie : la Lap danseuse
- 1997 : Click (série télévisée) : Linda / Areola
- 1997 : Butterscotch (série télévisée) : Kelly Parkinson
- 1997 : Passion and Romance: Double Your Pleasure : Melissa Lamb
- 1997 : Women: Stories of Passion (série télévisée) : Eileen jeune
- 1997 : Erotic Confessions: Volume 2 : Laura
- 1997 : The Ultimate Attraction : Linda
- 1997 : Masseuse 2 : Madison Dane
- 1997 : Indecent Obsession : Amanda
- 1997 : Illusions of Sin : Stacy
- 1997 : Guarded Secrets : Tracy
- 1997 : Girls III: Melanie, Renee, Sheryl, Suzan, Tamara : Didi
- 1998 : Sex Files: Portrait of the Soul : Rhonda Flemming
- 1998 : Sex Files: Alien Erotica : Anne Gallo
- 1998 : Intimate Sessions (série télévisée) : Didi / Jessie
- 1996-1998 : Beverly Hills Bordello (série télévisée) : Veronica Winston / Dolores / Candace
- 1998 : Lolita 2000 : Sherri
- 1998 : The Exotic Time Machine : Daria
- 1998 : Kiss : Alicia
- 1998 : Indiscreet (téléfilm) : Ann Miller
- 1998 : One Foot in the Grave : la call Girl
- 1998 : Sweetheart Murders : Gina
- 1999 : The Pleasure Zone (série télévisée) : Emma Meyer
- 1999 : The Escort III
- 2000 : The Naked Thief (téléfilm) : Jill
- 2000 : Illicit Lovers : Dee Dee
- 2000 : Virgins of Sherwood Forest : Roberta
- 2000 : The Seductress : Kay Sanders
- 2000 : Kama Sutra (en) (série télévisée) : Shannon / Paula
- 2000 : Sex Files: Alien Erotica II : nurse Swanson
- 2000 : Sex Files: Ancient Desires
- 2000 : The Exotic Time Machine II: Forbidden Encounters (téléfilm) : professeur Rachel Conrad
- 2000 : Scandal: Lawful Entry : Corianne Fleitta
- 2000 : Bedtime Stories (série télévisée) : Natalie / Lana
- 2000 : The Voyeur (série télévisée) : Julia / Paula
- 2000 : Emmanuelle 2000: Emmanuelle in Paradise : Ashley
- 2000 : Emmanuelle 2000: Emmanuelle's Intimate Encounters : une femme dans l'orgie sexuelle internationale
- 2001 : Lady Chatterly's Stories (en) (série télévisée) : Joy
- 2001 : Passion Cove (série télévisée) : Cassidy
- 2001 : Sexual Predator : la petite amie
- 2001 : Deviant Vixens I : Brittany Jones
- 2002 : Deviant Obsession : Evelyn Hathaway
- 2003 : The Erotic Misadventures of the Invisible Man : Kelli Parkinson
- 2003 : Bare Sex
- 2005 : Jacqueline Hyde : Jackie Hyde
- 2006 : Illicit Sins : Dolores